# Kate Mulgrew
Katherine Kiernan Maria Kate Mulgrew (Dubuque [Iowa]; 29 de abril de 1955) es una actriz estadounidense conocida principalmente por su interpretación de la capitana Kathryn Janeway en la serie de televisión Star Trek: Voyager (1995-2001).

## Inicios
Mulgrew es la segunda de ocho hermanos. A los 17 años dejó su casa y se trasladó a Nueva York para preparar su carrera de actriz. Mientras estaba en la Universidad de Nueva York, fue aceptada en el Conservatorio de Stella Adler. Finalmente, abandonó la universidad para dedicarse a su carrera a tiempo completo.

## Trabajos destacados
Kate Mulgrew, actriz de teatro, cine y televisión se encuentra en actividad desde 1975. Uno de sus primeros papeles fue como la hija mayor de la serie Ryan´s Hope.
Entre sus papeles de actriz invitada está Hillary Wheaton, una presentadora canadiense alcohólica en un episodio de Murphy Brown. También participó en Cheers como pareja romántica temporal de Sam Malone.
También es recordada por protagonizar la serie de corta duración Mrs Columbo.
Debido a cierto parecido con Katharine Hepburn, protagonizó un monólogo llamado Tea at Five, basado en las memorias de Hepburn Me: Stories of My Life.
Interpretó el personaje de Galina "Red" Reznikov en la serie original de Netflix, Orange is the new black (2013).
Kate Mulgrew ganó el Saturn Award en la categoría de mejor actriz televisiva en 1998 y el Golden Satellite Award como mejor actriz en serie televisiva dramática. También obtuvo el Premio SAG y Critics Choice Television Awards por su participación en la serie Orange is the new black.

## Star Trek: Voyager
El papel más conocido de Kate Mulgrew es el de Kathryn Janeway en la serie de ciencia ficción Star Trek: Voyager (emitida de 1995 a 2001). Hizo historia en la franquicia de Star Trek al interpretar a la primera mujer capitana como protagonista. Esta oportunidad le llegó luego de que la actriz elegida originalmente, Geneviève Bujold , dejara la filmación tras dos días de rodaje.
La serie transcurre a partir del año 2371, y se desarrolla en la nave USS Voyager. Durante las siete temporadas, la capitana junto a su tripulación intentará regresar a la tierra luego que un incidente en el primer capítulo los desplazara al Cuadrante Delta de la galaxia, a 75 000 años luz.
La actriz realiza un cameo interpretando a Jameway en la película Star Trek: némesis (2002), en este caso ascendida al cargo de almirante.